# Belmonte de Miranda
Belmonte de Miranda (tiếng Asturian: Miranda) là một đô thị trong cộng đồng tự trị của Công quốc Asturias, Tây Ban Nha.